# Ciudad Bolívar
Ciudad Bolívar (phát âm tiếng Tây Ban Nha: [sjuˈðað βoˈliβar]) là thành phố thủ phủ bang đông nam Venezuela Bolívar. Nó đã được thành lập với tên gọi Angostura vào năm 1764, được đổi tên năm 1846. Dân số năm 2010 ước khoảng 350.691 người.
Thành phố nằm ở điểm nơi sông Orinoco thu hẹp khoảng 1,6 km và là nơi có cây cầu bắc qua sông. Thành phố là một cảng quan trọng trên sông Orinoco cho các vùng phía đông Venezuela. Là một trong những trung tâm thương mại chính của lưu vực Orinoco, sản phẩm chính của thành phố này là vàng, quặng sắt, gia súc, gỗ.